# Usynlige grænser
|  | Denne artikel er oprettet af botten PalnaBot ud fra en ekstern database. Den kan derfor have sproglige fejl eller mangler. Denne skabelon kan fjernes efter kontrol af indholdet. |

Usynlige grænser er en dokumentarfilm instrueret af Barbro Boman efter manuskript af Barbro Boman.

## Handling
Gennem skildringen af forskellige børns historie antyder filmen de muligheder, som eksisterer inden for rammerne af dansk børneforsorgslovgivning. Børn og unge mennesker, der kommer under myndighedernes varetægt, hjælpes gennem deres psykiske vanskeligheder ved at give dem psykologisk og psykiatrisk behandling.